# Elimination Chamber (2022)
Elimination Chamber (2022) — двенадцатое по счёту шоу Elimination Chamber, премиальное живое шоу производства американского рестлинг-промоушна WWE. Шоу прошло 19 февраля 2022 года на арене «Джидда Супер Доум» в Джидде, Саудовская Аравия. Шоу транслировалось по системе pay-per-view (PPV) по всему миру и доступно для трансляции через Peacock в США и WWE Network на международном рынке.
Это было седьмое мероприятие, которое WWE провела в Саудовской Аравии в рамках 10-летнего партнерства в поддержку программы Saudi Vision 2030. Это также было первое шоу Elimination Chamber, проведенное за пределами США, и первое, проведенное в субботу.
На шоу было проведено семь матчей, в том числе один на предварительном шоу. На мероприятии состоялись два матча Elimination Chamber — мужской и женский; оба были проведены на бренде Raw. В главном событии Брок Леснар победил в одноименном мужском матче и стал чемпионом WWE, а Бьянка Белэр победила в женском матче и получила право на матч за звание чемпиона WWE Raw среди женщин на WrestleMania 38.

## Производство

### Предыстория
Elimination Chamber — это шоу, впервые проведенное американским промоушеном WWE в 2010 году. С тех пор оно проводится каждый год, за исключением 2016 года, обычно в феврале. Концепция мероприятия заключается в том, что внутри структуры Elimination Chamber (рус. Ликвидационная камера) проводятся один или два матча, в которых на кону стоят либо чемпионские титулы, либо будущие шансы на чемпионство.
В 2011 году и с 2013 года в Германии это шоу называлось как No Escape, поскольку было высказано опасение, что название «Ликвидационная камера» может напомнить людям о газовых камерах, использовавшихся во время Холокоста.

## Результаты
| №                                                             | Матч                                                                                                 | Тип матча                                                                                  | Время |
| ------------------------------------------------------------- | --- | ------------------------------------------------------------------------------------------ | ----- |
| 1П                                                            | Рей Мистерио (вместе с Домиником Мистерио) победил Миза                                              | Одиночный матч                                                                             | 8:20  |
| 2                                                             | Роман Рейнс (c) (с Полом Хейманом) победил Голдберга                                                 | Одиночный матч за титул чемпиона Вселенной WWE                                             | 6:00  |
| 3                                                             | Бьянка Белэр победила Алексу Блисс, Дудроп, Лив Морган, Никки П.С.Г. и Рею Рипли                     | Матч Elimination Chamber за матч за титул чемпиона WWE Raw среди женщин на WrestleMania 38 | 15:45 |
| 4                                                             | Наоми и Ронда Раузи победили Шарлотт Флэр и Соню Девилль                                             | Командный матч Ронде Раузи необходимо бороться с одной рукой, завязанной за спиной         | 9:14  |
| 5                                                             | Дрю Макинтайр победил Мэдкэпа Мосса (с Хэппи Корбином)                                               | Матч с удержаниями где угодно                                                              | 9:00  |
| 6                                                             | Бекки Линч (c) победила Литу                                                                         | Одиночный матч за титул чемпиона WWE Raw среди женщин                                      | 12:10 |
| 7                                                             | Брок Леснар победил Бобби Лэшли (с), Эй Джей Стайлза, Остина Тиори, Риддла и Сета «Фрикин'» Роллинса | Матч Elimination Chamber за матч за титул чемпиона WWE                                     | 14:55 |
| П — матч на предварительном шоу (c) — чемпион на начало матча | |                                                                                            |       |